# Waschhaus (Samois-sur-Seine)
Das Waschhaus (französisch lavoir) in Samois-sur-Seine, einer französischen Gemeinde im Département Seine-et-Marne in der Region Île-de-France, wurde 1820 errichtet. Das öffentliche Waschhaus steht an der Rue du Bas-Samois.
Das Waschhaus aus Bruchsteinmauerwerk wurde an der Stelle eines Vorgängerbaus aus dem 12./13. Jahrhundert errichtet. Es wird von einem Satteldach gedeckt und besitzt zur Straße drei Rundbogenöffnungen. Im Jahr 1999 wurde das Gebäude renoviert.